# Budynek Spar- und Bauverein w Poznaniu
Budynek Spar- und Bauverein w Poznaniu (ul. Wierzbięcice 20) – jedyny zachowany budynek mieszkalny spośród zespołu ośmiu zbudowanych przez pierwszą w Poznaniu spółdzielnię mieszkaniową – Spar- und Bauverein (niem. Towarzystwo Oszczędzania i Budowania). Jest pozostałością pierwszego w mieście osiedla spółdzielczego.

## Charakterystyka
Kolonia budynków zbudowana została w technologii muru pruskiego w latach 1894–1897. Zachowany budynek znajduje się na narożniku ulic Wierzbięcice i Św. Czesława na Wildzie.
Na każdej kondygnacji 2-piętrowego budynku zaplanowano pierwotnie cztery trzypokojowe mieszkania z kuchnią. Urządzenia sanitarne ulokowano na półpiętrach. Narożnik zaakcentowany jest ryzalitem i dodatkową kondygnacją mieszkalną. Całość nakrywa stromy dach dwuspadowy. Zachodnia elewacja ożywiona jest balkonem zdobionym dekoracją snycerską. Pomiędzy kondygnacjami zaakcentowano profilowane ostatki belek stropowych. Budynek Spar- und Bauverein stanowi jeden z najciekawszych obiektów architektonicznych przy ul. Wierzbięcice – zabudowanej monumentalnymi, wielopiętrowymi kamienicami z przełomu XIX i XX w.
Do 1918 funkcjonowała tutaj restauracja Kyffäuser – popularna wśród niemieckich nauczycieli, studentów i wojskowych oraz członków wildeckiego Turnverein (klubu atletycznego). Po 1989 znajdował się tutaj pub, a od 2015 w części parterowej mieści się rzemieślnicza pracownia chleba. 